# 扎兰鄂罗木河
扎兰鄂罗木河，也称达兰鄂罗木河，是内蒙古自治区呼伦贝尔市的河流，起到沟通呼伦湖和额尔古纳河的作用。1965年起，修建了新开河调节水源。

## 引用
1. ↑  .   [2023-10-10]. （原始内容存档于2020-01-22）.